# Garvand (Fizouli)
Garvand est un village de la région de Fizouli en Azerbaïdjan.

## Histoire
En 1993-2020, Garvand était sous le contrôle des forces armées arméniennes. En 2020, la région de Fizouli, y compris le village de Garvand, a été restituée sous le contrôle de l'Azerbaïdjan.

## Économie
La principale occupation de la population du village est l'agriculture et l'élevage.